# Burge
Die Burge ist ein Fluss in Frankreich, der im Département Allier in der Region Auvergne-Rhône-Alpes verläuft. Sie entspringt im Gemeindegebiet von Bourbon-l’Archambault unter dem Namen Ruisseau de la Queue de l’Étang und durchfließt in ihrem Oberlauf den See Étang de Bourbon-l’Archambault. Danach nimmt sie ihren endgültigen Namen Burge an, entwässert zunächst Richtung Nordost durch die Landschaft Bocage Bourbonnais, bevor sie sich in zwei großen Schleifen nach Nordwesten wendet und  nach insgesamt rund 29 Kilometern im Gemeindegebiet von Aubigny als linker Nebenfluss in den Allier mündet. Ein künstlicher Mündungsarm wird noch etwa zwei Kilometer parallel zum Allier geführt und mündet erst im Gemeindegebiet von Saint-Léopardin-d’Augy.
Achtung:
Nicht zu verwechseln mit dem ähnlichen Flüsschen Rio de la Burge, der etwa 10 Kilometer weiter flussabwärts ebenfalls in den Allier mündet!

## Orte am Fluss
- Bourbon-l’Archambault
- Couzon

## Sehenswürdigkeiten
- Burg Bourbon-l’Archambault, teilweise (Monument historique)
- Schloss Château des Bordes in Couzon, Monument historique